# بيتا أخضر الصدر
بيتا أخضر الصدر (الاسم العلمي: Pitta reichenowi) (بالإنجليزية: Green-breasted Pitta)‏ هي نوع من الطيور تتبع جنس البيتا من فصيلة طيور البيتا.